# Aruküla
Aruküla è un borgo del comune di Raasiku nella contea di Harjumaa, in Estonia. La sua popolazione risultava pari, nel 2013, a 2 016 abitanti.
È situato a circa 25 km dal capitale.

## Sport
L'Aruküla SK è la locale squadra di pallamano maschile, fondata nel 1996.